# 村越繁
村越繁（むらこし しげる）は、日本の脚本家。東京都出身。

## 経歴・人物
大学在学中に映画製作に興味を持ったことをきっかけに、映画美学校の脚本コースに入学。村井さだゆきを講師としたクラスで2年間学んだ。
その後、2014年に師である村井がシリーズ構成を務める『シドニアの騎士』第5話「漂流」で脚本家としてデビュー。その後も、『牙狼 -紅蓮ノ月-』や『賭ケグルイ』などの作品の脚本に参加している。
デビュー作の『シドニアの騎士』および、その続編『シドニアの騎士 第九惑星戦役』などの一部の例外を除いて、アニメーション制作を手がけるMAPPA作品に参加することが多い。
2018年、MAPPAがエイベックス・ピクチャーズおよびCygames共同企画により制作するオリジナルテレビアニメ作品『ゾンビランドサガ』にて、初のシリーズ構成を担当。抜擢理由としてMAPPA社長であり本作のプロデューサーでもある大塚学は「村越ならシリーズ構成は初めてであるがギャグもコメディも得意なので、（シリアス一本ではないコメディーベースでのシナリオも）イケる」と考えたから、と語っている。

## 評価
ゾンビランドサガに脚本参加していたますもとたくやは、「（会う前に読んでいた村越の脚本から）もっと尖った、やばい感じの人だというイメージを抱いており、実際に会うとすごく気さくでやさしい方であったため、逆に狂気を覚えた」と称している。

## 参加作品

### テレビアニメ
太字はシリーズ構成担当作品。
2014年
- シドニアの騎士
- 牙狼-GARO- -炎の刻印-

2015年
- シドニアの騎士 第九惑星戦役
- 牙狼 -紅蓮ノ月-

2016年
- DAYS

2017年
- 鬼平
- 賭ケグルイ
- 牙狼-GARO- -VANISHING LINE-

2018年
- ゾンビランドサガ

2019年
- エガオノダイカ
- どろろ
- 賭ケグルイ××
- かつて神だった獣たちへ

2020年
- 群れなせ!シートン学園
- THE GOD OF HIGH SCHOOL ゴッド・オブ・ハイスクール
- 恋とプロデューサー〜EVOL×LOVE〜
- 体操ザムライ

2021年
- ゾンビランドサガ リベンジ

2022年
- ルパン三世 PART6（第2クール、脚本）
- 錆喰いビスコ
- 勇者、辞めます
- 新米錬金術師の店舗経営

2023年
- とんでもスキルで異世界放浪メシ
- トニカクカワイイ
- ダークギャザリング
- 七つの大罪 黙示録の四騎士

2024年
- 俺は全てを【パリイ】する 〜逆勘違いの世界最強は冒険者になりたい〜
- NINJA KAMUI

2025年
- アポカリプスホテル
- ボールパークでつかまえて!
- ニャイト・オブ・ザ・リビングキャット

### 映画
2012年
- 桜並木の満開の下に

2013年
- ただいま、ジャクリーン

2017年
- ポルトの恋人たち 時の記憶

### OVA
2017年
- 蒼き雷霆 ガンヴォルト

### Webアニメ
2022年
- 賭ケグルイ双